# Aion V
Aion V — компактный электромобиль-кроссовер, выпускаемый с 2020 года компанией GAC Group под брендом Aion.

## Описание
Aion V впервые был представлен 14 мая 2020 года. По системе WeChat было объявлено, что производство автомобиля начнётся 16 июня 2020 года. После Aion S и Aion LX это третья модель бренда Aion.

## Технические характеристики
Aion V имеет 4 комплектации: V 60, V 70 и V 80 Max с запасом хода, соответственно, 400, 530 и 600 км. Автомобиль также оснащается литий-ионным аккумулятором CATL. В салоне установлены системы сотовой связи Huawei 5G и V2X. Имеются и другие функции.

## Галерея

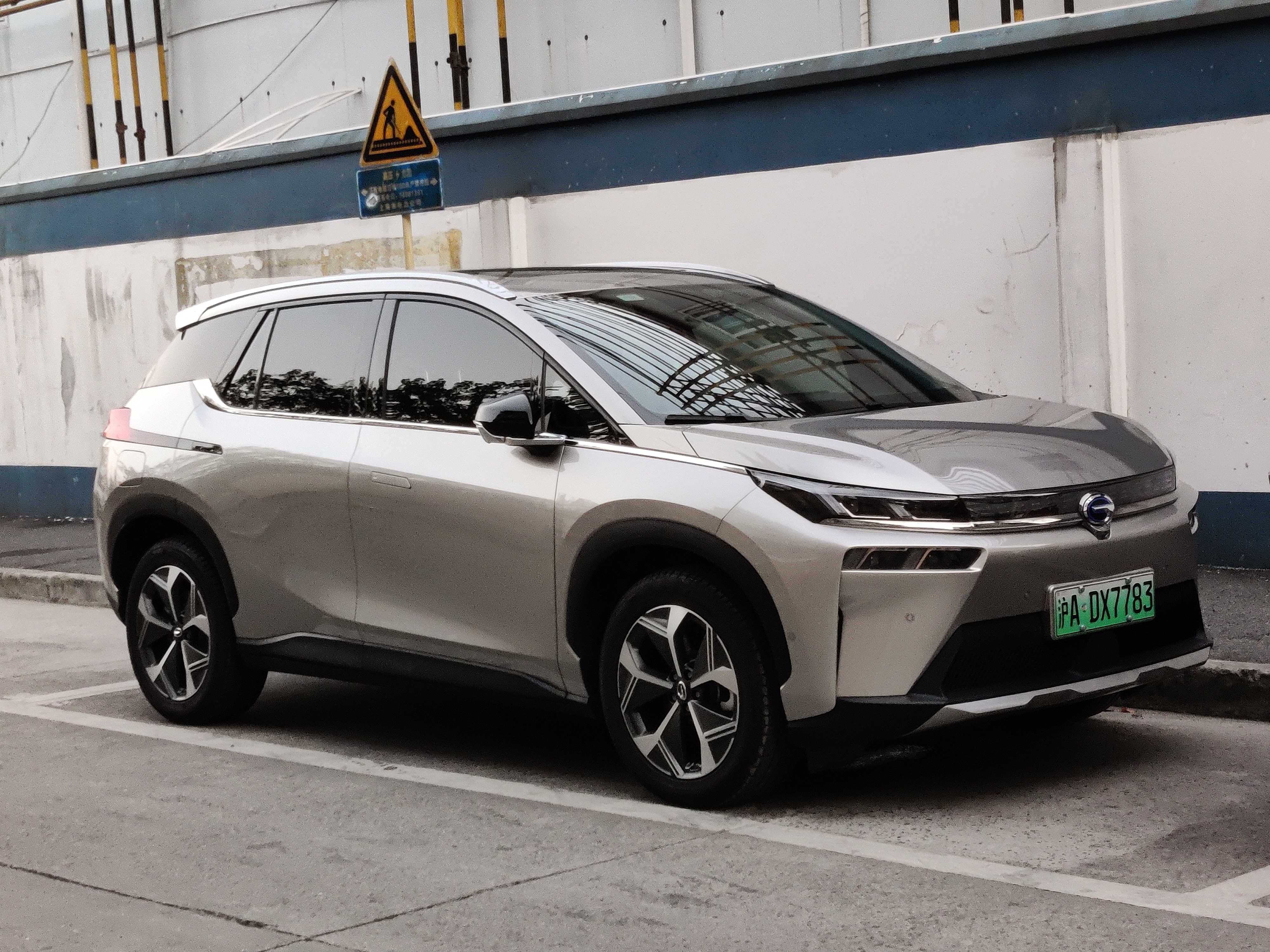
Вид спереди
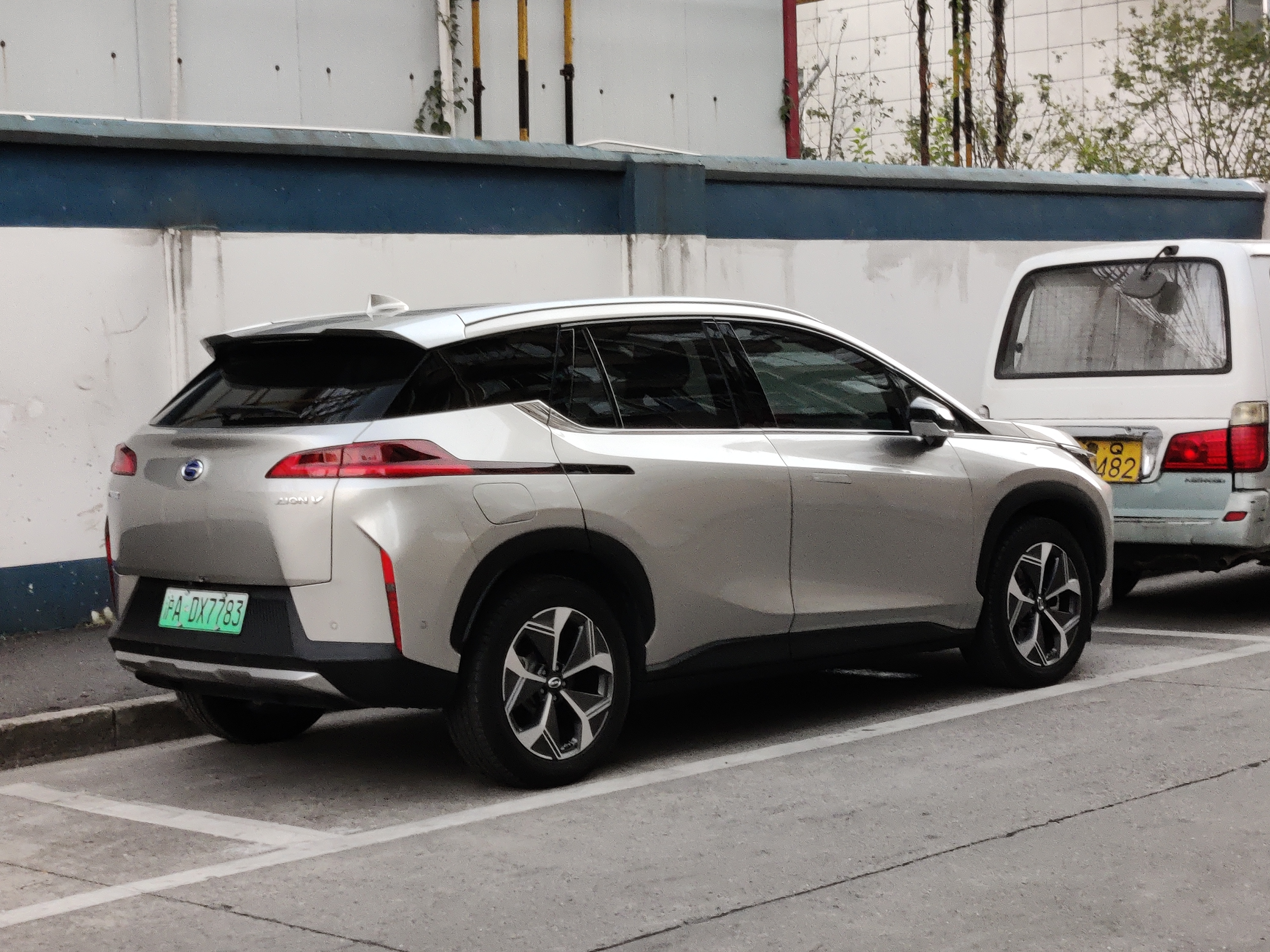
Вид сзади
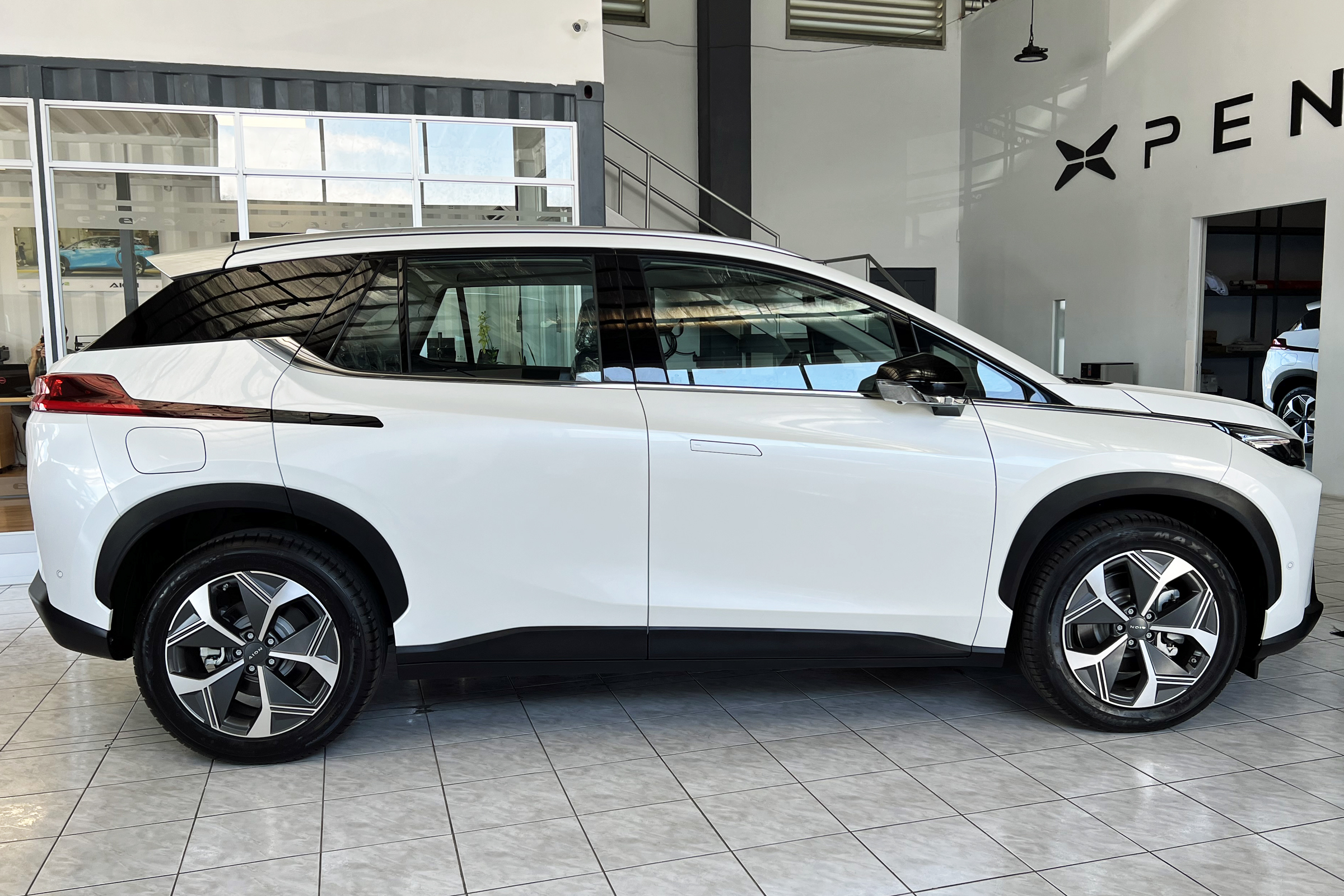
Вид сбоку
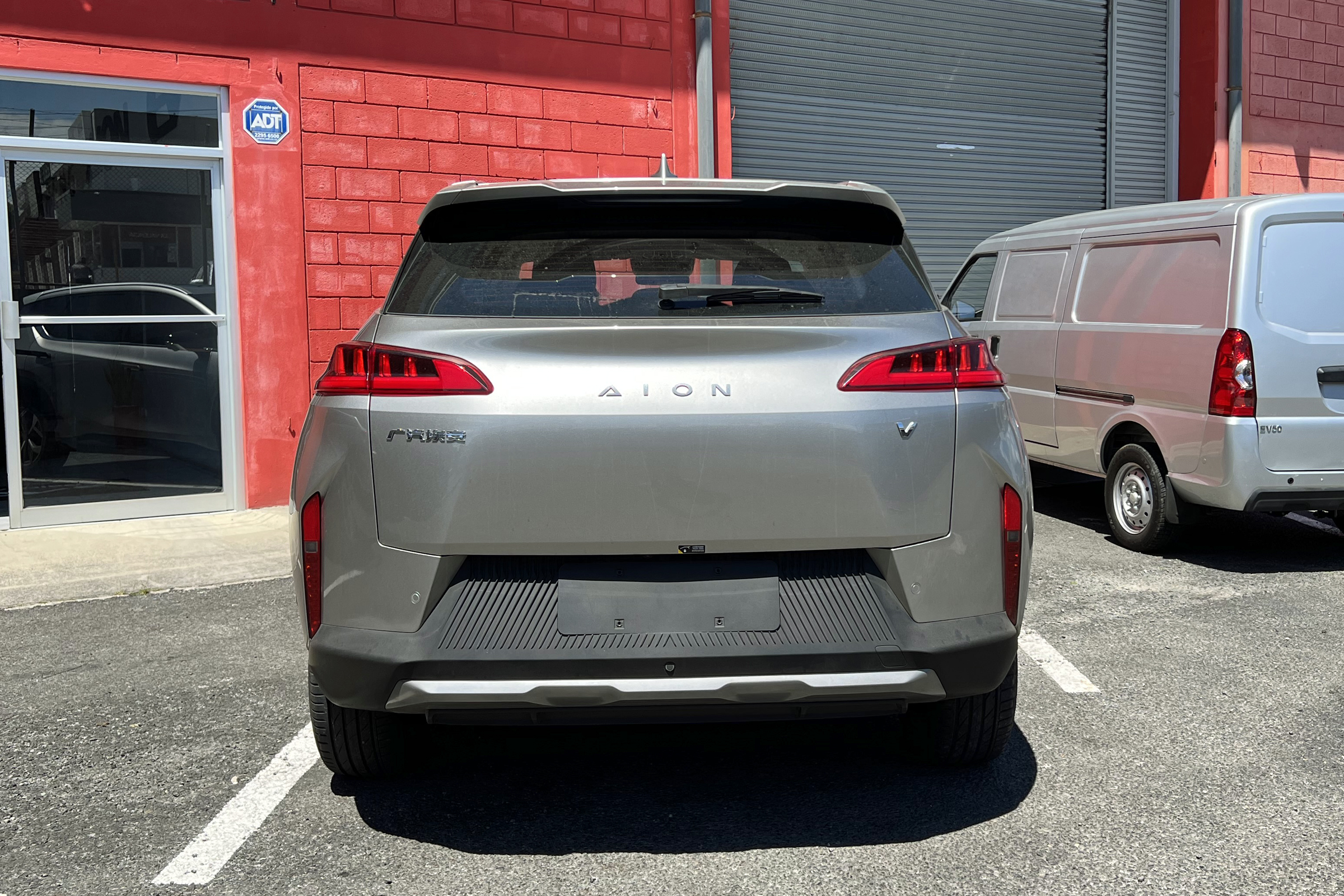
Задняя часть

## Продажи
| Год  | Продажи | Примечания                  |
| ---- | ------- | --------------------------- |
| 2020 | 11,173  | Продажи начались в июне     |
| 2021 | 4,062*  | *Данные за апрель 2021 года |

## Aion V Plus
Aion V Plus выпускается с сентября 2021 года в качестве модернизации Aion V. Его цены варьируются от 172 600 до 239 600 юаней. Длина 4650 мм, ширина 1920 мм, высота 1720 мм, колёсная база 2830 мм. С 29 сентября 2021 года автомобиль оснащается аккумулятором, заряжающимся от 30 до 80% за 10 минут.

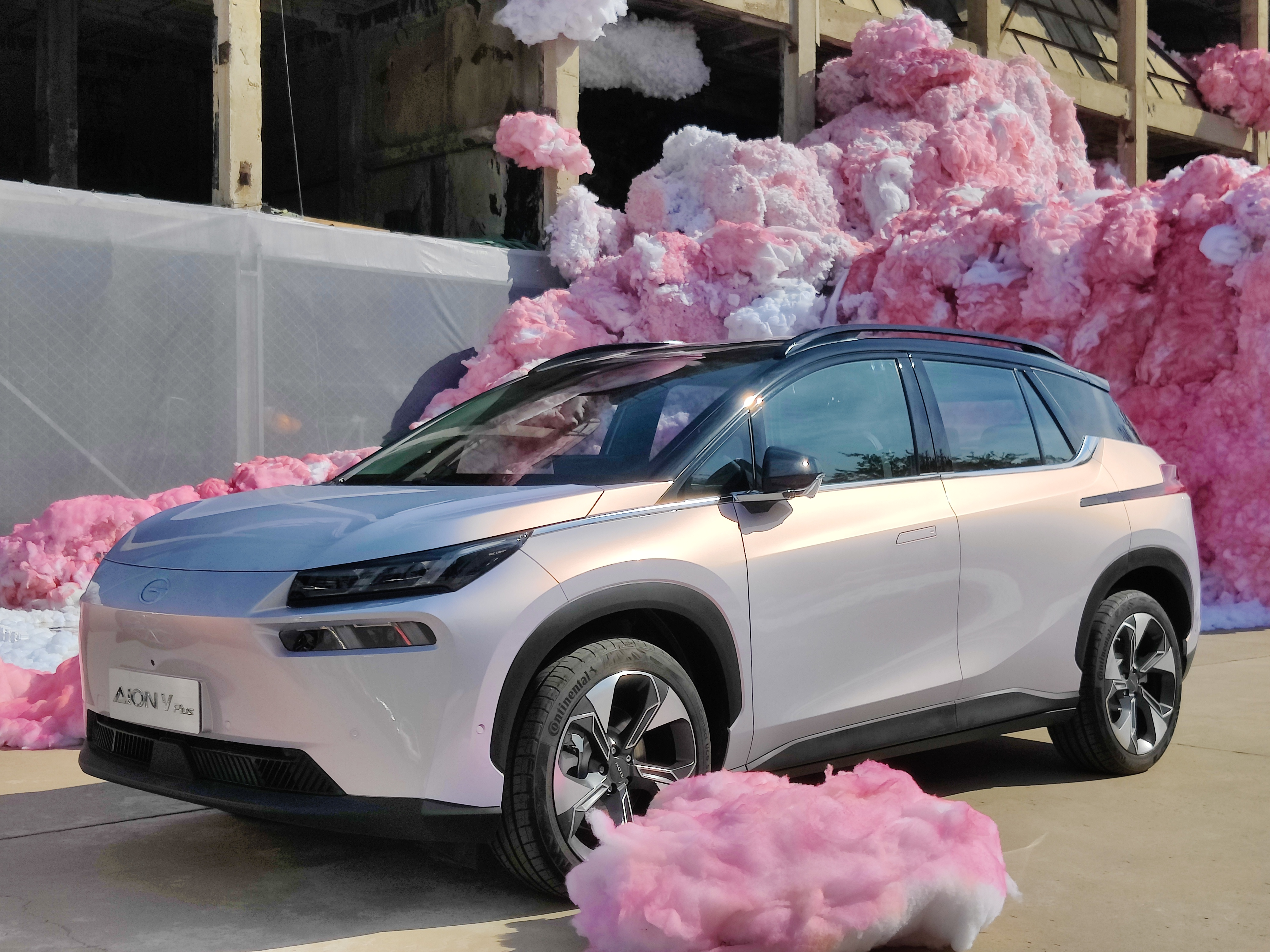
Вид спереди
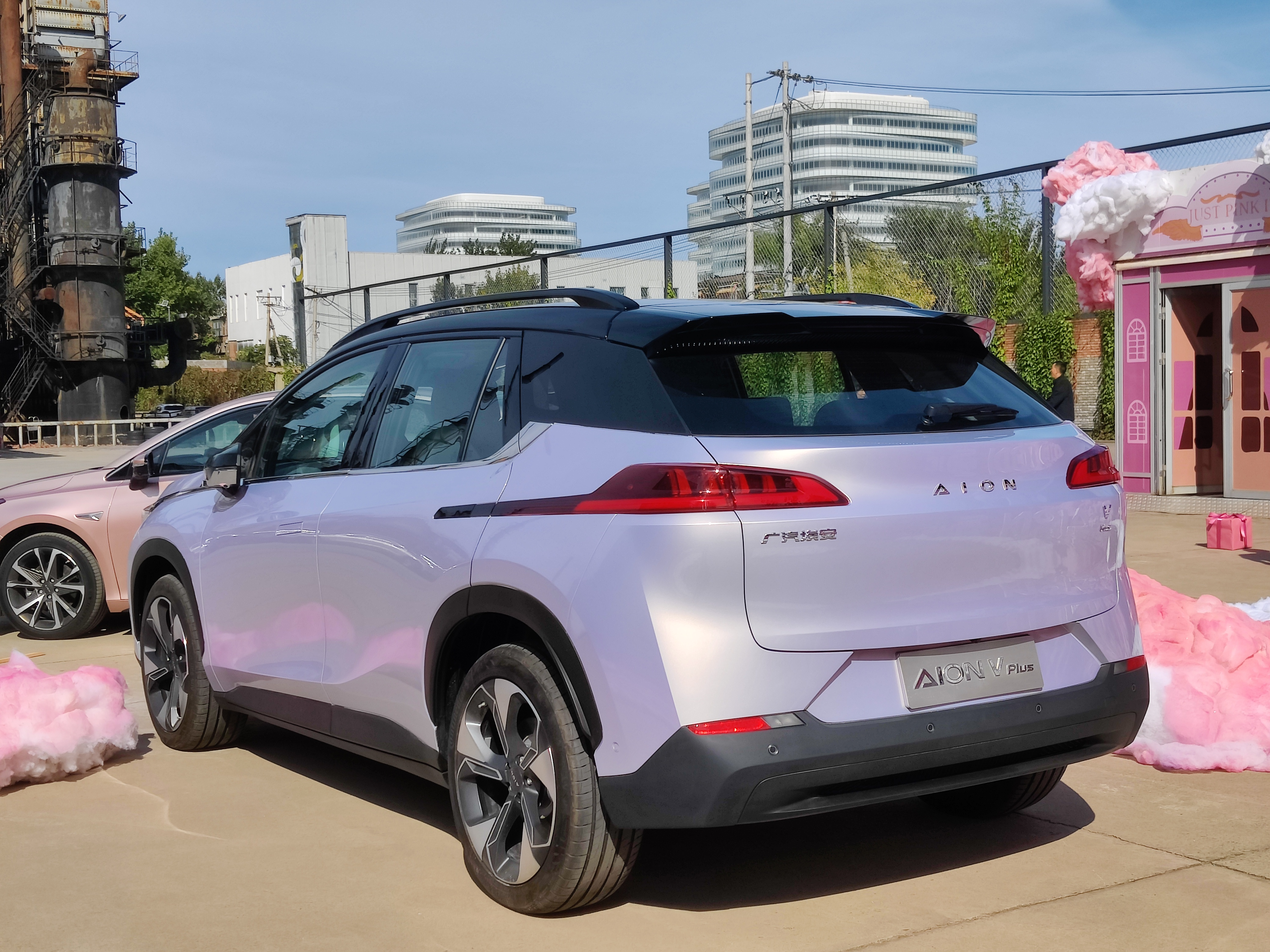
Вид сзади